# Otto F. Kernberg
 (juin 2020).
Si vous disposez d'ouvrages ou d'articles de référence ou si vous connaissez des sites web de qualité traitant du thème abordé ici, merci de compléter l'article en donnant les références utiles à sa vérifiabilité et en les liant à la section « Notes et références ».
Otto Friedmann Kernberg, né à Vienne le 10 septembre 1928 est un psychiatre et psychanalyste américain d'origine autrichienne, reconnu pour son travail théorique et clinique sur les cas-limites et les pathologies du narcissisme.
Durant les années 1970, il est avec Heinz Kohut l'un des deux grands psychanalystes américains ayant revisité ce concept.

## Biographie
En 1939, après l'Anschluss, sa famille émigre au Chili. Il étudie la psychiatrie à Santiago du Chili et se forme à la psychanalyse à la Société psychanalytique chilienne. 
En 1959, il poursuit ses études aux États-Unis et devient professeur au Weill Medical College, rattaché à l'université Cornell.
Assumant un rôle important à la Menninger Clinic de Topeka (Kansas), il s'est ensuite installé à New York pour devenir professeur de psychiatrie à la Columbia University.
Dans la sphère psychanalytique, il est connu en tant que théoricien, critique et pédagogue.
Il est président de l'Association psychanalytique internationale de 1999 à 2001.

## Publications
en anglais
- Borderline conditions and pathological narcissism, New York, Jason Aronson, 1975
- Object relations theory and clinical psychoanalysis, New York, Jason Aronson, 1976
- Severe personality disorders: Psychotherapeutic strategies, New Haven, Yale University Press, 1984
- The suicidal risk in severe personality disorders: Differential diagnosis and treatment. Journal of Personality Disorders. The Guilford Press, 2001

en français
- Les troubles limites de la personnalité, Toulouse, Privat, 1979. Rééd., Paris, Dunod, 1997, coll. « Psychismes »,  (ISBN 2-10-003137-6).
- La personnalité narcissique, Paris, Dunod, 1975. Rééd., Paris, Dunod, 2016, coll. « Psychismes »,  (ISBN 978-2-10-072699-8).
- Les troubles graves de la personnalité : stratégies psychothérapiques, Paris, PUF, 2004,coll. « Le fil rouge »,   (ISBN 2-13-054703-6).
- La thérapie psychodynamique des personnalités limites, Paris, PUF, 1995, coll. « Psychiatrie ouverte »,  (ISBN 2-13-046726-1).
- L'avenir d'une désillusion (en collaboration avec André Green, dir.), Paris, PUF, 2000, coll. « Bibliothèque de psychanalyse »,  (ISBN 2-13-050831-6)

### Articles
- « La formation psychanalytique : quelques préoccupations », Revue française de psychanalyse, 2002/1, vol. 66 p. 227-251, [lire en ligne]